# Japanische Unihockeynationalmannschaft der Frauen
Die japanische Unihockeynationalmannschaft der Frauen repräsentiert Japan bei Länderspielen und internationalen Turnieren in der Sportart Unihockey. Der 8. Platz an der Weltmeisterschaft in Singapur war bisher die beste Platzierung.

## Platzierungen

### Weltmeisterschaften
| WM   | Austragungsort(e)           | Platz         |
| ---- | --------------------------- | ------------- |
| 1997 | Mariehamn und Godby         | 10. Platz     |
| 1999 | Borlänge                    | 11. Platz     |
| 2001 | Riga                        | 13. Platz     |
| 2003 | Bern, Gümligen und Wünnewil | 9. Platz      |
| 2005 | Singapur                    | 8. Platz      |
| 2007 | Frederikshavn               | 16. Platz     |
| 2009 | Västerås                    | 17. Platz     |
| 2011 | St. Gallen                  | 16. Platz     |
| 2013 | Brünn, Ostrava              | 15. Platz     |
| 2015 | Tampere                     | 15. Platz     |
| 2017 | Bratislava                  | 14. Platz     |
| 2019 | Neuenburg                   | 13. Platz     |
| 2021 | Uppsala                     | zurückgezogen |
| 2023 | Singapur                    | 8. Platz      |

### AOFC Cup
| Jahr | Austragungsort(e) | Platz              |
| ---- | ----------------- | ------------------ |
| 2018 | Singapur          | 3. Platz           |
| 2022 | Singapur          | nicht teilgenommen |

## Trainer
- 1995-jetzt Yoshino Takanobu

## Trivia
Yoshino Takanobu ist seit der ersten Stunde Trainer der japanischen Unihockeynationalmannschaft und hat bisher als einziger Trainer alle Weltmeisterschaften bestritten. 2017 wurde ihm von der International Floorball Federation für sein Lebenswerk und Verdienste für den Unihockeysport im asiatischen Raum der IFF Service Award verliehen.